# Inceptisol

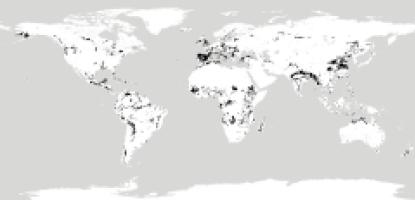
Gli inceptisol nel mondo.

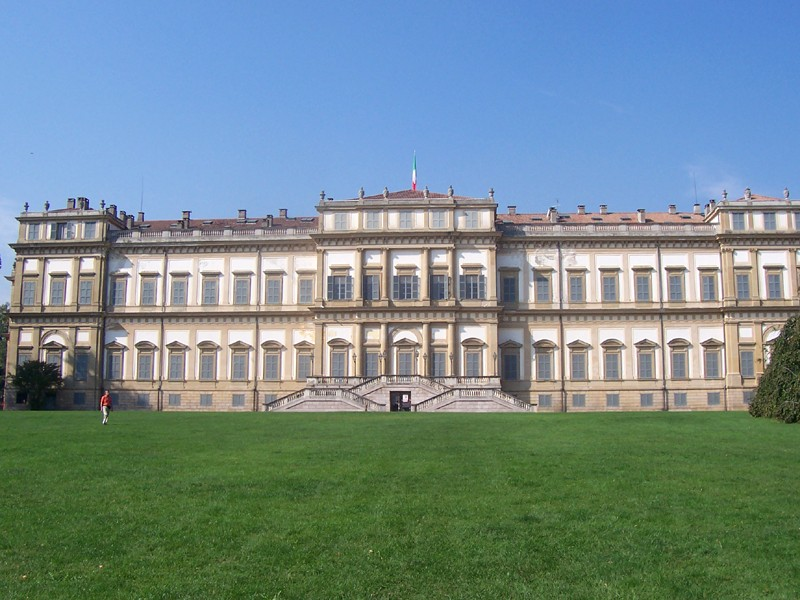
Alcuni suoli di ambiente urbano ricadono nell'ordine degli Inceptisol (sottordine degli Anthrept)

L'ordine degli Inceptisol è uno dei 12 ordini della tassonomia del suolo secondo USDA; il suffisso utilizzato per questo ordine è ept.

## Caratteristiche
I suoli appartenenti a questo ordine sono presenti generalmente in tutte le parti del mondo, dall'Equatore alle regioni artiche, e sono il frutto delle più diverse condizioni ambientali, climatiche e di substrato.
Nell'ordine degli Inceptisol ricadono suoli caratterizzati da drenaggio eccessivo, così come suoli mal drenati e caratterizzati da ristagni d'acqua; suoli di zone a clima subartico così come di zone a clima tropicale; suoli aventi un minimo sviluppo, così come suoli abbastanza evoluti, ma che non possono, per determinate caratteristiche, ricadere in nessun altro ordine.
Tuttavia, in linea generale, i suoli appartenenti all'ordine Inceptisol sono giovani, non molto evoluti, con età risalenti al massimo al tardo Pleistocene (in riferimento alle sole zone temperate e temperato/fredde, successivi pertanto alle glaciazioni).

Caratteristici di questo tipo di suoli sono un epipedon ochrico sovrastante un orizzonte cambico; in ogni caso, proprio a causa della grossa variabilità dei suoli compresi in quest'ordine, ci può essere una certa variabilità.

## Sottordini
Gli Inceptisol si dividono in sei sottordini:
- Aquept: Inceptisol interessati da condizioni aquiche;
- Anthrept: Inceptisol che hanno un epipedon plaggen o antropico, segnale di attività umana intensa e molto prolungata nel tempo (secoli);
- Cryept: Inceptisol sviluppatisi in climi freddi;
- Ustept: Inceptisol con regime di umidità ustico;
- Xerept: Inceptisol con regime di umidità xerico;
- Udept: Inceptisol con regime di umidità udico.

### Aquept
Include gli Inceptisol in cui si osservano condizioni aquiche. Questi suoli hanno generalmente orizzonti superficiali neri o grigi e orizzonti di profondità sul grigio, segnati da screziature redox, che cominciano a meno di 50 cm di profondità.
Il sottordine degli Aquept si suddivide ulteriormente in nove grandi gruppi:
- Sulfaquept: sono gli Aquept in cui si rinvengono solfuri (pirite, jarosite), dei quali si osservano arricchimenti nell'orizzonte sulfurico; sono acidi e piuttosto tossici per le piante. Questi composti ridotti derivano dai forti problemi di ristagno idrico che caratterizzano questi suoli.
- Petraquept: sono gli Aquept che hanno, entro il primo metro di profondità, uno o più orizzonti nei quali si osserva uno strato indurito (plintite, duripan, orizzonte placico, ecc...) che occupa un volume continuo o discontinuo per almeno il 50% del volume totale dell'orizzonte.
- Halaquept: dal greco halos, sale. Sono gli Aquept salini o sodici; hanno una alternanza stagionale tra periodi in cui la falda idrica risale fin quasi alla superficie e periodi in cui l'elevata risalita capillare e l'elevata evapotraspirazione consentono ai sali di depositarsi nel profilo. Alcuni Halaquept corrispondono ai suoli chiamati solončak o solonetz, mutuati nella classificazione World Reference Base for Soil Resources (WRB)[1] dalla scuola pedologica russa.
- Fragiaquept: sono gli Aquept in cui si osserva un fragipan a meno di 1 metro di profondità dalla superficie del suolo minerale. Tipicamente, la tavola d'acqua è sospesa al di sopra dello strato a fragipan, impermeabile o quasi.
- Cryaquept: Aquept con un regime di temperatura cryico o isofrigido. Si estendono nelle zone a sud del permafrost, e presentano generalmente epipedon ochrico o histico e un orizzonte cambico. Dal momento che sono contemporaneamente freddi e troppo umidi, non supportano generalmente attività agricola.
- Vermaquept: sono gli Aquept che presentano almeno uno strato (spesso più di 25 cm) entro i primi 100 cm dalla superficie del suolo minerale, in cui più del 50% in volume presenta segni di bioturbazioni.
- Humaquept: gli Aquept che presentano un epipedon histico, melanico, mollico o umbrico.
- Epiaquept: Aquept che si sviluppano in zone soggette a episaturazione; comunemente, la falda acquifera fluttua da profondità di più di 2 m a livelli quasi superficiali.
- Endoaquept: Aquept che si sviluppano in zone soggette a endosaturazione.

### Anthrept
Il sottordine degli Anthrept include gli Inceptisol in cui si rileva la presenza di un epipedon antropico o plaggen; si possono trovare quindi in ogni zona in cui ci sia stata una lunga presenza umana, dal momento che sono necessari anche secoli di lavorazioni agricole per produrre un suolo antropico. Sono diffusi, dunque, in ogni tipo di clima (ovviamente se favorevole alla presenza dell'uomo) e sono coperti da ogni tipo di vegetazione; il sottordine include anche i suoli di città.
Il sottordine degli Anthrept si suddivide ulteriormente in due grandi gruppi, a seconda del tipo di epipedon:
- Plagganthrept: Anthrept dotati di epipedon plaggen; suoli compresi in questo grande gruppo si rilevano soltanto in Europa, e presentano soltanto un regime di umidità udico.
- Haplanthrept: Anthrept dotati di epipedon antropico; ha diffusione maggiore del grande gruppo dei Plagganthrept, e raggruppa suoli con diversi regimi di umidità.

### Cryept
Include i suoli dell'ordine Inceptisol che si sviluppano in condizioni di clima freddo, cioè in località caratterizzate da regime di temperatura cryico. Si estendono nelle zone fredde immediatamente al di fuori della linea del permafrost.

Analogamente a tutti gli Inceptisol, presenta spesso un epipedon ochrico (raramente umbrico) e un orizzonte diagnostico di profondità cambico di colore marroncino; supporta generalmente vegetazione forestale, visto il clima costituita prevalentemente da conifere.
Il sottordine dei Cryept si spartisce ulteriormente in due grandi gruppi:
- Dystrocryept: i Cryept acidi, non carbonatici; hanno anche un tasso di saturazione in basi minore del 60% in tutti gli orizzonti fra i 25 e i 75 cm di profondità. Sono, quindi, suoli poveri, che anche considerato il clima freddo non sono assolutamente adatti ad un utilizzo agricolo.
- Eutrocryept: rispetto ai Dystrocryept, hanno TSB maggiore del 60% nello stesso intervallo di profondità oppure contengono carbonati che evitano le condizioni di acidità. Sono lievemente migliori dei Dystrocryept e, in qualche raro caso, acquisiti all'agricoltura.

### Ustept
Comprende gli Inceptisol contraddistinti da un regime di umidità ustico.

Alcuni possono derivare da suoli più evoluti dopo asportazione delle parti più superficiali, mentre alcuni, sottoposti ad una pedogenesi un pochino più lunga, possono presentare un epipedon umbrico.
Il sottordine degli Ustept si spartisce a sua volta in quattro grandi gruppi:
- Durustept: gli Ustept in cui si rileva un orizzonte a duripan, che deve presentare il suo limite superiore a meno di 1 metro di profondità. Si sviluppano di frequente su ceneri vulcaniche e tufi.
- Calciustept: gli Ustept più decisamente calcarei, in cui si osserva la presenza di un orizzonte calcico o petrocalcico. La presenza di abbondanti carbonati può derivare da continua ricarica esterna (come ad esempio da piogge o deposizioni di polveri calcaree) oppure da insufficienza di acqua circolante nel profilo, che non riesce ad allontanare i carbonati contenuti nei materiali parentali.
- Dystrustept: gli Ustept acidi, derivanti in prevalenza da materiali parentali acidi (sedimenti acidi, rocce metamorfiche derivanti da materiali magmatici); sono in un certo senso l'opposto dei Calciustept calcarei e neutri.
- Haplustept: gli Ustept "tipici"; moderatamente calcarei, poco sviluppati, tessitura sabbiosa.

### Xerept

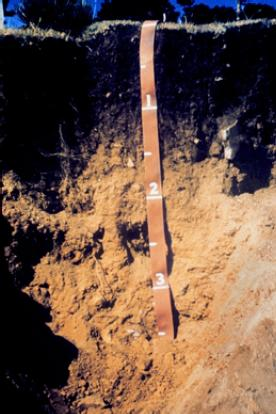
Profilo di uno Xerept con epipedon umbrico.

Include gli Inceptisol che si sviluppano in località caratterizzate da regime di umidità xerico, vale a dire i climi mediterranei, con stagione umida invernale e secca estiva. Possono presentare orizzonti induriti, fragipan o arricchimenti in carbonato di calcio
Il sottordine degli Xerept si suddivide in cinque grandi gruppi:
- Durixerept: sono gli Xerept che presentano un duripan entro il primo metro di profondità: si sviluppano tipicamente nei climi mediterranei con decisa stagione secca estiva (cosiddetti climi mediterranei meridionali). Date queste caratteristiche climatiche, la vegetazione supportata è generalmente piuttosto povera, erbacea o cespugliosa.
- Calcixerept: sono gli Xerept in cui si osserva un orizzonte calcico o petrocalcico; in più, tutti gli altri orizzonti del suolo manifestano grosse concentrazioni di calcare (CaCO3).
- Fragixerept: gli Xerept in cui si osserva un fragipan nei primi 100 cm di profondità; al di sopra di questo, si osserva abbastanza frequentemente un orizzonte cambico. La falda acquifera è spesse volte sospesa al di sopra dello strato a fragipan.
- Dystroxerept: gli Xerept acidi. Questo carattere deriva prevalentemente dalle caratteristiche dei materiali parentali, acidi a loro volta (come ad esempio alcune rocce metamorfiche). Anche qui, si presenta abbastanza spesso un epipedon ochrico sovrastante un orizzonte cambico.
- Haploxerept: gli ortotipi: sono gli Xerept calcarei, ma non a un livello tale da poterli individuare come dei Calcixerept: non tutti gli orizzonti hanno accumuli di carbonato di calcio, inoltre difficilmente si osserva un orizzonte calcico o petrocalcico.

### Udept

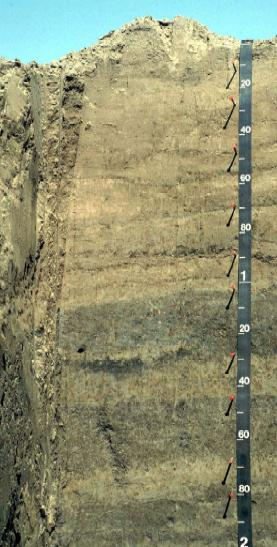
Oxyaquic Eutrudept, Louisiana.

Sono gli Inceptisol contraddistinti da un regime di umidità udico o perudico. Si osservano frequentemente dei duripan o dei fragipan, mentre fra gli epipedon si ritrovano l'ochrico e l'umbrico.
Il sottordine degli Udept si spartisce a sua volta in cinque grandi gruppi:
- Sulfudept: sono gli Udept in cui si osserva la presenza di un orizzonte sulfurico; sono suoli piuttosto acidi, che possono contenere elementi fitotossici.
- Durudept: gli Udept in cui si rileva un orizzonte a duripan, che deve presentare il suo limite superiore a meno di 1 metro di profondità. Frequentemente si rileva una falda sospesa al di sopra dello strato indurito.
- Fragiudept: gli Udept in cui si rileva un fragipan entro la profondità di 1 metro. Spesso lo strato a fragipan giace ad una profondità di circa mezzo metro, sovrastato da un epipedon ochrico.
- Eutrudept: sono Udept abbastanza ricchi in basi di scambio (almeno il 60%) e con presenza di carbonati nel profilo, che impediscono lo sviluppo di condizioni di acidità.
- Dystrudept: gli Udept acidi; questa condizione deriva dai materiali parentali dei suoli (metamorfiti acide, rocce ignee) e dalla mancanza di carbonati liberi nel profilo. Hanno, inoltre, un tasso di saturazione in basi minore del 60%, almeno negli orizzonti compresi tra 25 e 75 centimetri di profondità.

### Precedenti sottordini
Le precedenti edizioni della tassonomia del suolo secondo USDA dividevano l'ordine degli Inceptisol in altri sottordini, dal momento che venivano messe in evidenza altre proprietà dei suoli. Questi sottordini erano:
- Aquept: gli Inceptisol idromorfi, caratterizzati da condizioni aquiche, diffusi estensivamente nelle zone fredde del mondo (grande gruppo dei Cryaquept); questo sottordine è stato mantenuto anche nell'ultima edizione, del 1999.
- Plaggept: gli Inceptisol con un epipedon plaggen, tipici di zone che hanno subito lungo sviluppo agricolo.
- Tropept: gli Inceptisol dei climi caldi.
- Ochrept: Inceptisol con epipedon ochrico; sono diffusissimi negli ambienti temperati, e quindi anche in Italia, dal momento che comprendevano i cosiddetti suoli bruni non lisciviati.
- Umbrept: Inceptisol con un epipedon mollico, umbrico o antropico, piuttosto diffusi in Italia.